# 1. FC Colonia II
El 1. FC Colonia II (en alemán: 1. F.C. Köln II) es un equipo de fútbol alemán filial del 1. FC Colonia que juega en la Regionalliga West, la cuarta liga de fútbol más importante del país.

## Historia
Fue fundado en el año 1948 en la ciudad de Colonia como un equipo filial del FC Colonia, el cual se compone de jugadores entre 18 y 25 años más algunos jugadores veteranos para que puedan en algún momento formar parte del primer equipo, por lo que el 1. FC Colonia II no puede jugar en la Bundesliga, aunque sí puede jugar en la Copa de Alemania.

## Palmarés
- German amateur football championship: 1

1981
- Oberliga Nordrhein: 2

1981, 2002
- Verbandsliga Mittelrhein: 3

1965, 1967, 1977
- Middle Rhine Cup: 3

1995, 2004, 2005

## Entrenadores
- Georg Stollenwerk (1966-1969)
- Josef Röhrig (1970-1971)
- Hans-Dieter Roos (1972–1975)
- Gero Bisanz (1976-1980)
- Erich Rutemöller (1980–1985)
- Roland Koch (1987–1989)
- Bernd Krauss (1990)
- Eberhard Vogel (1991-1992)
- Stephan Engels (1994-1995)
- Mathias Hönerbach (1995-1996)
- Christoph John (1998-2007)
- Frank Schaefer (2007-2010)
- Thomas Rainer (2010-2011)
- Dirk Lottner (2011-2012)
- Thomas Rainer (2012)
- Dirk Lottner (2012-2014)
- Stephan Engels (2014-)